# Helen Parr
Helen Parr (apellido de soltera: Truax), también conocida como Elastigirl, es un personaje ficticio creado por Pixar·Disney para la película de superhéroes Los Increíbles y su secuela Los Increíbles 2. El personaje es un superheroína que posee una elasticidad sobrehumana, que le otorga la capacidad de estirar cualquier parte de su cuerpo a grandes proporciones.

## Historia
En Los Increíbles, Helen es vista como Elastigirl antes de que los superhéroes sean prohibidos. Se casó con Bob Parr (Sr. Increíble) y comienza una familia: Violeta, Dash y Jack-Jack. Abandona su trabajo de vigilante para convertirse en ama de casa mientras su esposo trabaja. Cuando Bob comienza a actuar furtivamente, Helen sospecha de una aventura y se enfrenta a él. Más tarde, cuando descubrió que su esposo está en problemas, pilotea un jet para rescatarlo, acompañado por Violeta y Dash.
En Los Increíbles 2, la trama principal de la película consiste en que Helen se convierta en el rostro de una campaña para legalizar a los superhéroes al darles buenas relaciones públicas a través de misiones exitosas que no causan daños colaterales a la ciudad. Aunque termina convirtiéndose en la víctima de Evelyn, sus hijos la rescatan, y Helen finalmente se entera de la primera de las 17 habilidades sobrehumanas de Jack-Jack.

## Poderes y habilidades
El superpoder primario de Elastigirl es la Elasticidad, que le permite estirar varias partes de su cuerpo a muchos tamaños diferentes. Esta habilidad puede extenderse al cambio de forma, ya que puede usar la elasticidad para cambiar su forma y densidad, como cuando se transformó en un bote y un paracaídas. Puede alcanzar niveles sobrehumanos de fuerza, durabilidad y agilidad usando sus poderes de elasticidad. Además de sus poderes, Elastigirl es un piloto capaz, operativo y táctico, así como un excepcional combatiente cuerpo a cuerpo.

## Recepción
Syfy Wire elogió la secuela por convertir a su héroe en una "Mamá Patán".
Tras el lanzamiento de Los Increíbles 2, hubo un discurso en torno a la sexualización del personaje de Helen. Cientos de fanáticos en las redes sociales describieron al personaje como "thicc", un término de argot que se refiere a tener glúteos grandes combinados con una cintura estrecha, mientras que The New Yorker comparó al personaje con Anastasia Steele de Cincuenta sombras de Grey.